# Cornelis van Dongen tot de Klencke
Cornelis van Dongen tot de Klencke (voor 1690 - 24 mei 1748) was gedeputeerde en drost van Drenthe in Nederland.

## Leven en werk

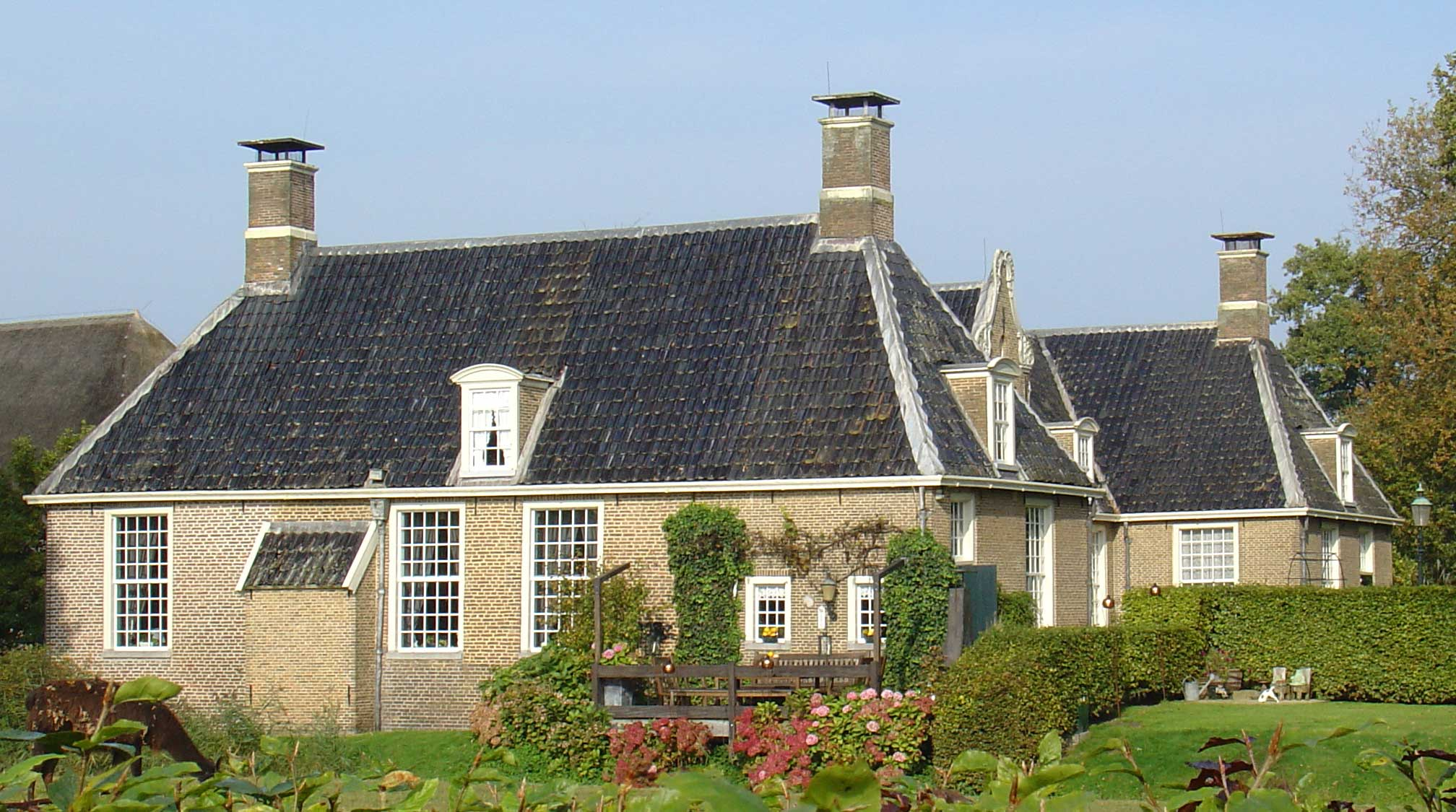
De Klencke te Oosterhesselen

Van Dongen was een zoon van Rutger van Dongen tot de Klencke en Ruthera van Loen en een kleinzoon van Cornelis van Dongen, heer van de Oldengaerde. In 1712 werd hij als bezitter van de havezate De Klencke in Oosterhesselen toegelaten tot de Ridderschap van Drenthe. Van 1718 tot 1739 was hij gedeputeerde van Drenthe. Van 1726 tot 1736 was hij ette voor het dingspel Zuidenveld. Zijn broer Derk Gerrit van Dongen tot Dunningen volgde hem in 1736 op als ette. In 1743 volgde hij zijn in 1742 overleden broer Nicolaas Harmen van Echten genaamd Van Dongen tot Entinge op als drost van Drenthe. Van Dongen overleed ongehuwd in mei 1748.
Van Dongen had van zijn vader de havezate De Klencke geërfd. Toen hij ongehuwd overleed in 1748 ging het bezit van de havezate over op zijn jongere broer Jan Casper, die in 1749 op basis van dit bezit werd toegelaten tot de Ridderschap van Drenthe. Ook deze broer overleed zonder kinderen na te laten en vervolgens ging het bezit van De Klencke over op een volgende broer Rutgert.